# Syagrus macrocarpa
Syagrus macrocarpa är en enhjärtbladig växtart som beskrevs av João Barbosa Rodrigues. Syagrus macrocarpa ingår i släktet Syagrus och familjen Arecaceae. IUCN kategoriserar arten globalt som starkt hotad. Inga underarter finns listade i Catalogue of Life.